# Шляховое (Запорожская область)
Шляховое (укр. Шляхове, до 2016 г. — Шлях Ильича) — село, Благовещенская сельская община, Васильевский район, Запорожская область, Украина.
Код КОАТУУ — 2322480502. Население по переписи 2001 года составляло 40 человек.
С марта 2022 года село находится под российской оккупацией.

## Географическое положение
Село Шляховое находится на левом берегу Каховского водохранилища (Днепр), выше по течению на расстоянии в 6 км расположено село Балки (Васильевский район), ниже по течению на расстоянии в 1 км расположено село Благовещенка.

## История
- 1928 год — дата основания.
- 2016 год — село было переименовано в «Шляховое». Прежнее название — «Шлях Ильича»
- В марте 2022 года село было оккупировано российскими войсками в ходе вторжения России на Украину.